# Heterorhabdus vipera
Heterorhabdus vipera är en kräftdjursart som först beskrevs av Giesbrecht 1889.  Heterorhabdus vipera ingår i släktet Heterorhabdus och familjen Heterorhabdidae. Inga underarter finns listade i Catalogue of Life.